# Thomas Köhler
Thomas Köhler (25 de junio de 1940) es un deportista de la RDA que compitió en luge en las modalidades individual y doble.
Participó en dos Juegos Olímpicos de Invierno en los años 1964 y 1968, obteniendo tres medallas, oro en Innsbruck 1964 y oro y plata en Grenoble 1968. Ganó cuatro medallas en el Campeonato Mundial de Luge entre los años 1962 y 1967.

## Palmarés internacional
| Representando al Equipo Alemán Unificado |                       |                  |            |
| Juegos Olímpicos                         |                       |                  |            |
| Año                                      | Lugar                 | Medalla          | Prueba     |
| 1964                                     | Innsbruck (Austria)   | Medalla de oro   | Individual |
| Representando a la RDA                   |                       |                  |            |
| Juegos Olímpicos                         |                       |                  |            |
| Año                                      | Lugar                 | Medalla          | Prueba     |
| 1968                                     | Grenoble (Francia)    | Medalla de oro   | Doble      |
| 1968                                     | Grenoble (Francia)    | Medalla de plata | Individual |
| Campeonato Mundial                       |                       |                  |            |
| Año                                      | Lugar                 | Medalla          | Prueba     |
| 1962                                     | Krynica (Polonia)     | Medalla de oro   | Individual |
| 1965                                     | Davos (Suiza)         | Medalla de plata | Doble      |
| 1967                                     | Hammarstrand (Suecia) | Medalla de oro   | Individual |
| 1967                                     | Hammarstrand (Suecia) | Medalla de oro   | Doble      |